# Hermann Paul (Fußballspieler, I)
Hermann Paul (Lebensdaten unbekannt) war ein deutscher Fußballspieler.

## Karriere
Paul gehörte Vorwärts 90 Berlin als Stürmer an, für den er in der Saison 1920/21 – in der vom Verband Brandenburgischer Ballspielvereine erstmals in zwei Gruppen ausgetragenen Meisterschaft – mit seiner Mannschaft als Sieger der Gruppe B hervorging und in den beiden Finalspielen gegen den Sieger der Gruppe A, den BFC Preussen, mit 4:1 im Gesamtergebnis gewann. Demzufolge nahm er mit seiner Mannschaft an der Endrunde um die Deutsche Meisterschaft teil und stieß – nach Siegen beim Stettiner SC am 22. Mai 1921 mit 2:1 und am 29. Mai 1921 in Berlin über den Duisburger SpV mit 2:1 n. V. im Viertel- und Halbfinale – ins Endspiel vor, das am 12. Juni 1921 in Düsseldorf mit 0:5 gegen den 1. FC Nürnberg verloren wurde. Ihm gelang im Spiel gegen den Duisburger SpV das Tor zur 1:0-Führung in der vierten Minute.

## Erfolge
- Zweiter der Deutschen Meisterschaft 1921
- Berliner Meister 1921